# Військова історія Азербайджану
Військова історія Азербайджану складається з тисяч років військових дій на території, що охоплює сучасну територію Азербайджану, а також втручання збройних сил Азербайджану в конфлікти за кордоном. Азербайджанці вважаються спадкоємцями різних давніх цивілізацій і народів, у тому числі корінних Кавказьких Албанців, Іранських племен, таких як скіфи та алани, й огузів серед інших (відзначимо, що кілька сучасних народів Кавказу можуть простежити своє походження до більш ніж одного з цих самих древніх народів).
Розташування країни на перехресті Європи й Азії дозволило азербайджанцям мати військові контакти як з європейськими, так і зі східними силами.

## Античність

### Кавказька Албанія

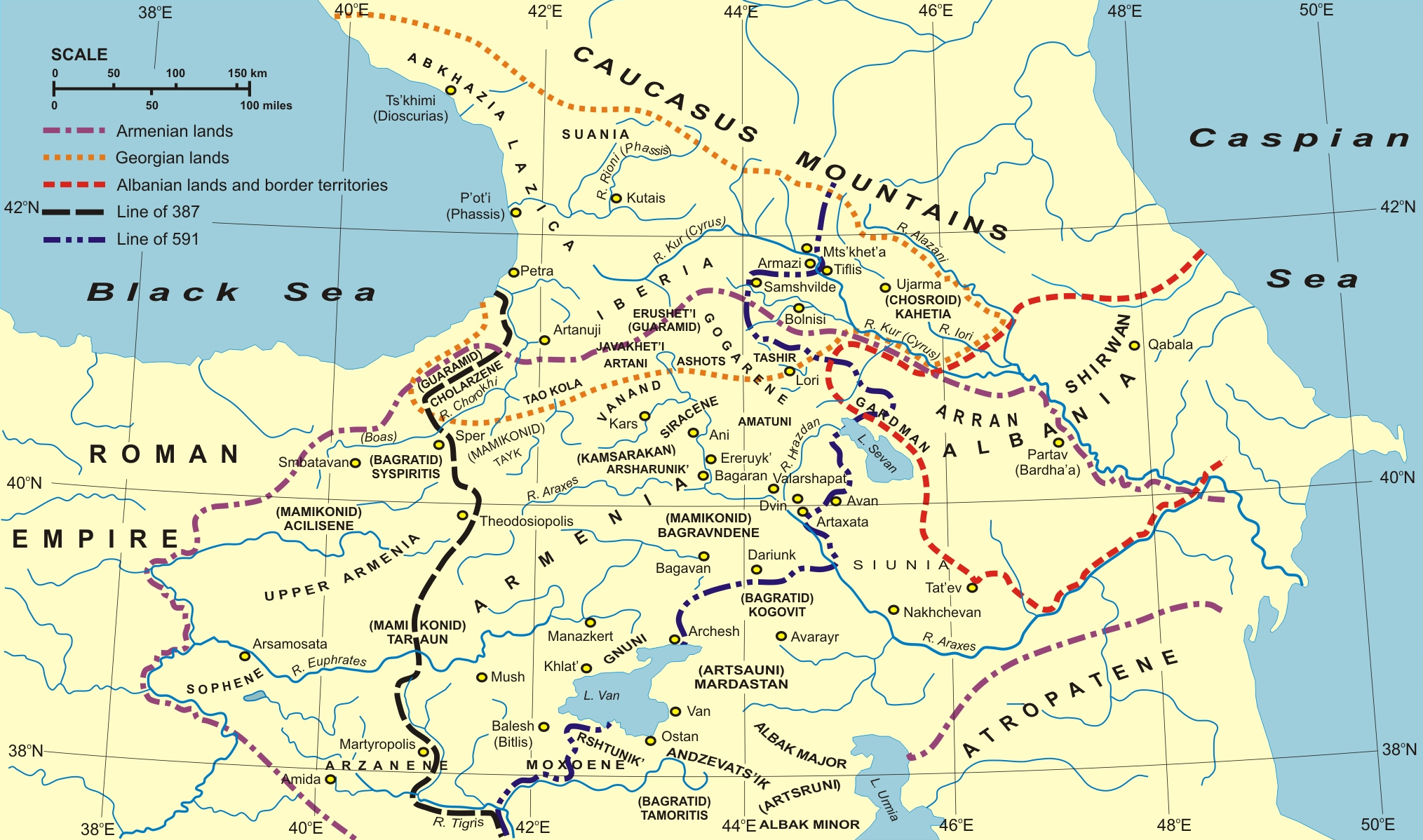
Південний Кавказ та Кавказька Албанія (позначено червоною пунктирною лінією). Більшість кавказької Албанії знаходиться в сучасному Азербайджані.

Кавказькі Албанці вважаються найдавнішими мешканцями Азербайджану. Ранні завойовники включали скіфів у 9 столітті до н. е. Південний Кавказ зрештою був завойований імперію Ахеменідів близько 550 р. до н. е. Протягом цього часу у Азербайджан відбувається поширення Зороастризму. Ахеменіди у свою чергу зазнали поразки від Олександра Македонського в 330 р. до н. е. Після занепаду Селевкідів в Персії в 247 р. до н. е., Вірменське королівство здійснювало контроль над частинами сучасного Азербайджану між 190 р. до н. е. до 428 р. н. е.. Кавказькі албанці заснували королівство в 1 столітті до н. е. і багато в чому залишалися незалежними до тих пір поки Сасаніди зробили королівство провінцією в 252 р. н. е. Правитель Кавказьких албанців, король Урнайр, офіційно прийняв християнство як державну релігію в IV столітті нашої ери, а Албанія залишиться християнською державою до 8 століття. Сасанідський контроль завершився із їхньою поразкою від мусульман арабів в 642 р. н. е.

## Середньовіччя

### Ісламські завоювання

Кавказький регіон бл. 740, після закінчення Другої Арабсько-хозарської війни. Арабсько-хазарські війни спричинили, що Халіфат набув контролю над Азербайджаном.

Мусульманські араби розгромили Сасанідів і Візантійців під час свого просування до Кавказького регіону. Араби зробили кавказьку Албанію васальною державою після того, як християнський опір, очолюваний князем Джеванширом, здався в 667 р. У період між 9-м і 10-м століттями арабські автори почали посилатися на регіон між Курою і Арасом як Арран. За цей час араби з Басри і Куфи прибули в Азербайджан і захопили землі, які корінні народи покинули; араби стали землевласницькою елітою. Незважаючи на вогнища тривалого опору, більшість жителів Азербайджану перейшли до ісламу. Пізніше, у 10-му і 11-му століттях, Курдські династії Шеддадідів і Раввадідів правили частинами Азербайджану.

### Ширваншахи
Ширваншах (Shīrwān Shāh) або Шарваншах (Sharwān Shāh), був титулом у середньовічних ісламських часах персонізованої династії арабського походження. Ширваншах створив рідну азербайджанську державу і були правителями Ширвана, історичного регіону в сучасному Азербайджані. Ширваншахи встановили найдовшу ісламську династію в ісламському світі.

### Сельджуки і держави-наступники
Сельджуцький період історії Азербайджану, можливо, був навіть важливішим, ніж арабське завоювання, оскільки сприяв формуванню етнолінгвістичної національності сучасних азербайджанських турків.
Після занепаду Аббасидського халіфату територія Азербайджану перебувала під впливом численних династій, таких як Саларіди, Саджиди, Шеддадіди, Раввадіди і Буїди. Однак на початку 11 століття територію поступово захопили хвилі огуз-тюркських племен, що виходили з Центральної Азії. Першою з цих тюркських династій були Газневіди з північного Афганістану, які завоювали частину Азербайджану до 1030 року. За ними йшли сельджуки, західна гілка огузів, які завоювали весь Іран і Кавказ і посунули до Іраку, де вони повалили Буїдів в Багдаді в 1055 році.

### Сефевіди і піднесення шиїтського ісламу

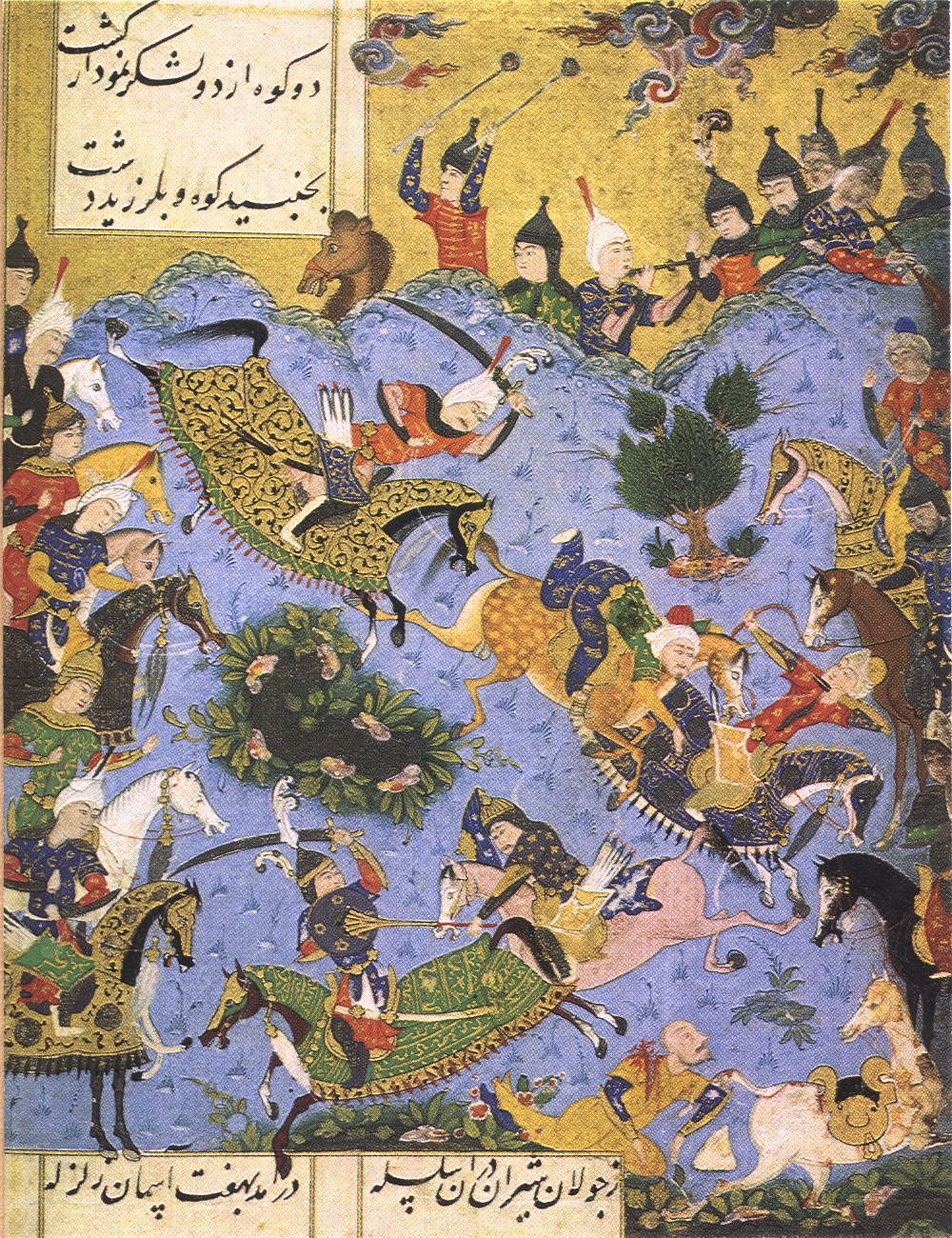
Зображення битви між силами Сефевідський орден та Ширваншах під час Сефевідське завоювання Ширвану в 1501.

Сефевіди (Сафавіє) був Суфійським релігійним орденом створеним в 1330-х роках Шейхом Сефі ад-Діном (1252—1334), за яким його й епонімічно називали.
Цей суфійський орден відкрито звернувся до гетеродоксальної гілки дванадцяти шиїтського ісламу наприкінці 15 століття. Деякі послідовники Сафавідів, особливо турки Кизилбаші, вірили в містичну та езотеричну природу своїх правителів і їхній зв'язок з будинком Алі, і тому були схильні фанатично боротися за них. Керманичі Сафавідів стверджували, що вони походять від самого Алі та його дружини Фатіми, дочки пророка Мухаммада, через сьомого імама Муса аль-Казима. Чисельність Кизилбаші збільшилися до 16-го століття, і їхні генерали змогли успішно вести війну проти держави Ак-Коюнлу і захопити Тебриз.
Сефевіди на чолі з Ісмаїлом I розширили свою базу, звільнивши Баку в 1501 році і переслідуючи ширваншахів.

## Російське панування
Після їх розгрому з боку Росії в Російсько-перській війні 1803–13, Каджарська Персія була змушена підписати Ґюлістанську угоду в 1813, якою визнала втрату території на користь Росії. Місцеві ханства були або скасовані (як у Баку чи Гянджі), або прийняті під російський патронат.

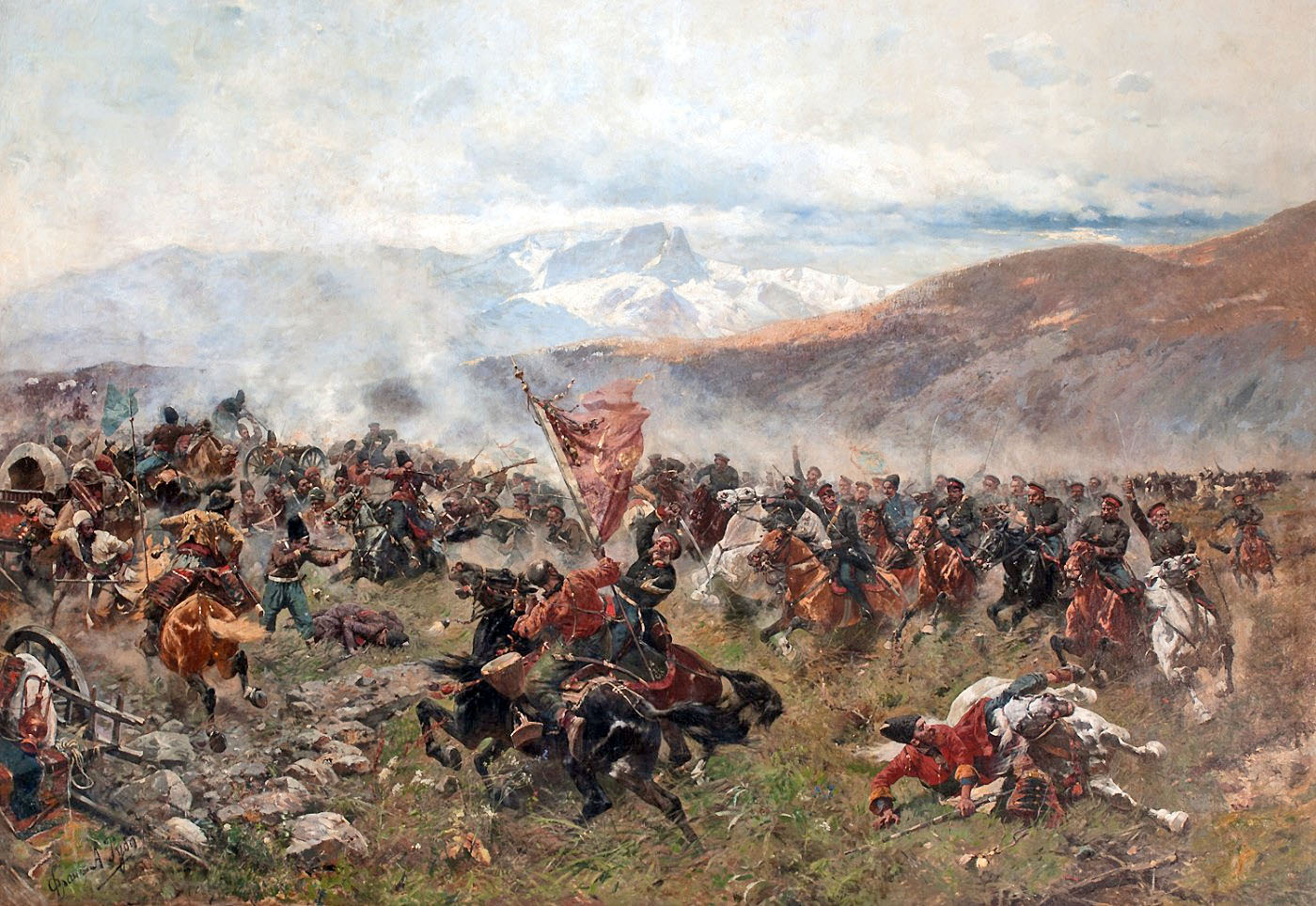
Битва при Гянджі була битвою, яка мала місце під час Російсько-перської війни 1826—1828.

Інша Російсько-перська війна в 1826-28 призвела до ще однієї нищівної поразки для іранської армії. Росіяни продиктували ще одне остаточне врегулювання Туркманчайською угодою, що призвело до того, що в 1828 році перські Каджари поступилися кавказьким територіям. Договір встановив нинішні кордони Азербайджану та Ірану, коли закінчилося панування місцевих ханів. На контрольованих Росією територіях було створено дві провінції, які згодом становили основну частину сучасної Республіки — провінція Елісаветполь (Гянджа) на заході, і провінція Шамаха на сході.

### Російська громадянська війна
Після розпаду російської імперії під час громадянської війни, адміністрації на Кавказі спочатку утворили Закавказький комісаріат у 1917 році. У квітні 1918 року було проголошено Закавказьку Демократичну Федеративну Республіку, що було спробою сформувати федеральний союз з Вірменією і Демократичною Республікою Грузія. Через місяць федеративна республіка розпустилася, а Азербайджанська Демократична Республіка була проголошена в Гянджі 28 травня 1918 року. Це була перша демократична республіка, створена в ісламському світі.

## Азербайджанська Демократична Республіка

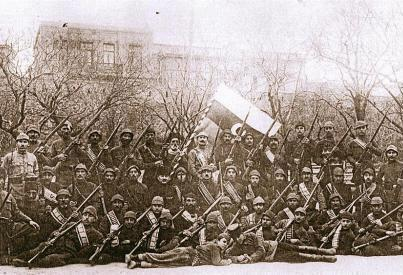
Солдати проголошеної Азербайджанської Демократичної Республіки в 1918.

Серед важливих досягнень парламенту новоствореної демократичної республіки було поширення виборчого права на жінок, що зробило Азербайджан першою мусульманською державою у світі, яка надає жінкам рівні права з чоловіками. У цьому досягненні, Азербайджан випередив навіть такі розвинені країни, як Сполучене Королівство та Сполучені Штати. Іншим важливим досягненням АДР було створення Бакинського державного університету, який був першим у Азербайджані університетом сучасного типу.
Історія сучасної Азербайджанської армії розпочинається з Азербайджанської Демократичної Республіки у 1918, коли Збройні сили Азербайджанської Республіки були створені 26 червня 1918 року. Першим фактичним Міністром оборони Азербайджанської Демократичної Республіки був Др. Хосров бей Султанов. При офіційному створенні Міністерства, ген. Самад бей Мехмандаров став міністром, а ген-лт. Алі-Ага Шихлінські його заступником. Начальник генерального штабу армії АДР був ген.-мр. Габіб Бей Салімов (1 серпня 1918 — 26 березня 1919), ген.-лт. Мамед Бей Сулькевич (26 березня 1919 — 10 грудня 1919) та ген.-мр Абдулхамід Бей Гайтабаші (10 грудня 1919 — 28 квітня 1920).
Деякими з найідоміших генералів Азербайджанської Демократичної Республіки були:
- генерал-лейтенант, Самад бей Мехмандаров (1855—1931)
- генерал-лейтенант, Алі-Ага Шихлінські (1865—1943)
- генерал-ад'ютант, Гусейн Хан Нахічеванський[en] (1863—1919)
- генерал-майор, Абдулхамід Бей Гуйтабаши[en] (1884—1920)
- генерал-майор, Габіб Бей Салімов[en] (1881—1920)
- генерал-майор, Ібрагім Бей Урусов[en] (1875—1920)
- генерал-майор, Мурад Гірай Тлехас (1874—1920)
- генерал-майор, Емір-Казім Мірза Каджар (1853—1920)
- генерал-майор, Мамед Мірза Каджар (1872—1920)
- генерал-майор, Аліяр-Бек Гашимбеков (1856—1920)
- генерал-майор, Давид-Бек Едігаров (1881—1920)
- генерал-майор, Ферідун-Бей Верізов (1850—1925)
- генерал-майор, Халил-бей Талішханов (1859—1920)

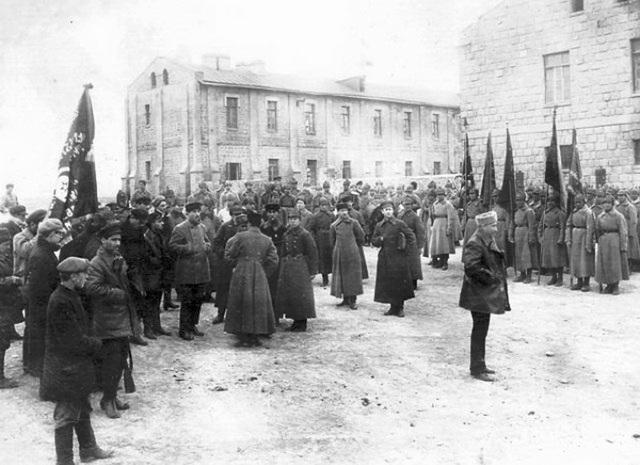
У квітні 1920 року радянські війська вторглися в Азербайджан, що призвело до знищення Азербайджанської Демократичної Республіки.

Червона Армія вторглася в Азербайджан 28 квітня 1920 року. Незважаючи на те, що більшість новоствореної азербайджанської армії була зайнята придушенням вірменського повстання, що розгорілося у Карабаху, азербайджанці не здавали своєї короткої незалежності 1918-20 років швидко або легко. Близько 20 тисяч із загальної кількості 30 тисяч солдатів загинуло у спротиві російському відвоюванню. Національна армія Азербайджану була розформована більшовицьким урядом, 15 з 21 армійських генералів були страчені більшовиками.

#### Флот
Військово-морський флот Азербайджану був заснований у 1918 році. Коли Російська імперія розпалася, АДР успадкувала всю російську флотилію Каспію. Серед суден АДР були канонерські катери Карс, Ардахан, Астрабад, Геок-Тепе, Аракс і Байлов. Британці також передали свій військовий корабель у Каспійському морі — колишнє російське судно — новому незалежному Азербайджану.

## Радянський Азербайджан

### Друга світова війна

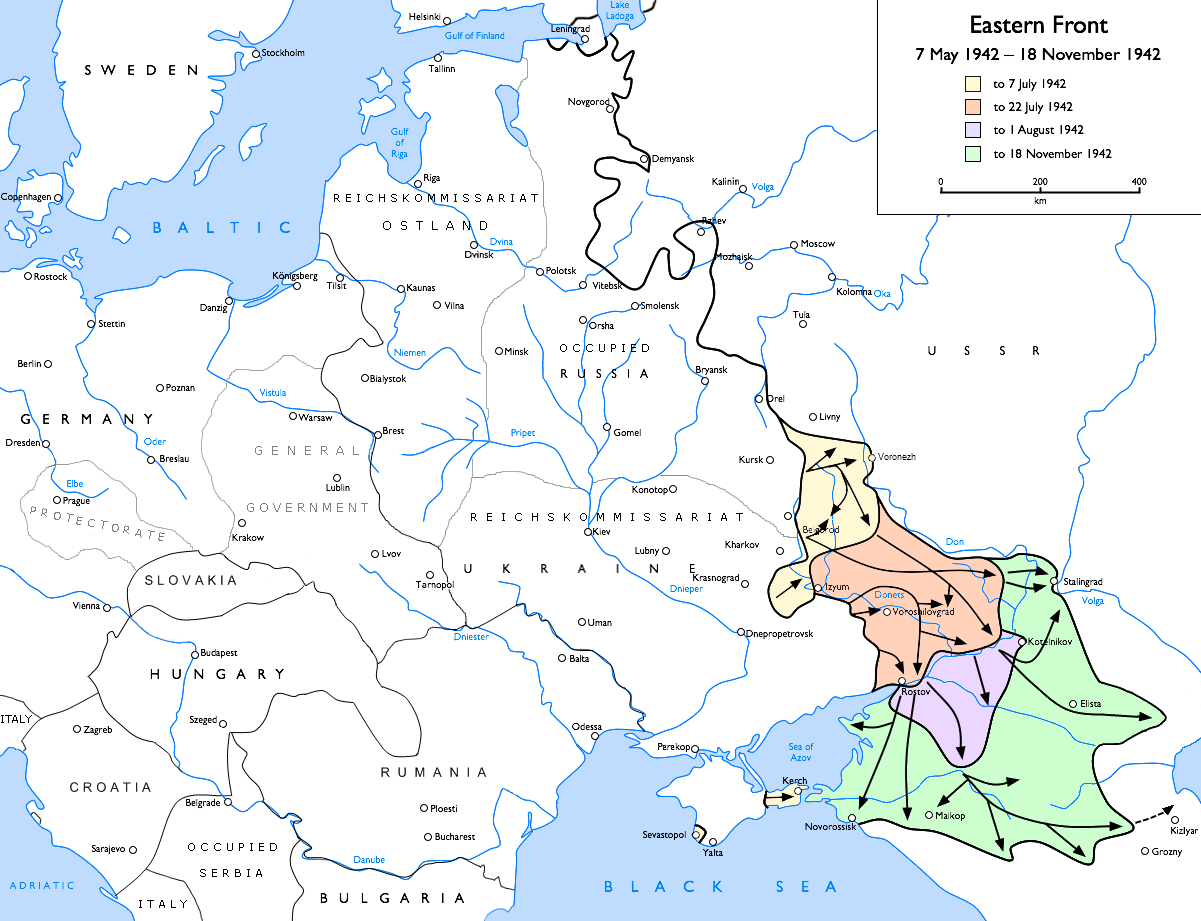
У 1942 році, Третій Рейх розпочала Операцію «Едельвейс», для того щоб отримати контроль над Кавказом та захопити нафтові родовища Баку.

Операція «Едельвейс», проведена німецьким вермахтом, була спрямована на Баку через її важливість як постачальника нафти СРСР
Протягом Другої світової війни, Азербайджан відіграв вирішальну роль у стратегічній енергетичній політиці Радянського Союзу, більша частина нафти Радянського Союзу на Східному фронті була поставлена з Баку. Указом Верховної Ради СРСР у лютому 1942 р. Завзятість понад 500 робітників і працівників нафтової промисловості Азербайджану нагороджена орденами і медалями. Операція «Едельвейс», проведена німецьким Вермахтом, була спрямована на Баку через його важливість, як постачальника нафти СРСР. Близько 800 тисяч азербайджанців добре воювали в рядах Радянської Армії, з яких померло 400 тисяч[джерело?] і генерал-майор Ази Асланов був нагороджений двічі Героєм Радянського Союзу.
Мобілізація торкнулася всіх сфер життя. Нафтовики поширили свою роботу на 12-годинну зміну, без вихідних, свят і відпусток до кінця війни. Баку став основною стратегічною метою Гітлерівського наступу 1942 року Плану „Блау“. Наступ німецької армії спочатку зупинився у горах Кавказу, а нищівна поразка у Сталінградській битві змусила їх відступити.
Як і інші кавказькі народи, деякі азербайджанці вступили на бік Німеччини. Ці підрозділи включали:
- Азербайджанський легіон
- Добровольчий-Тубільний-Полк 2
- Азербайджанські добровольчі формування Ваффен СС[en]

## Нинішня республіка

### Карабаська війна

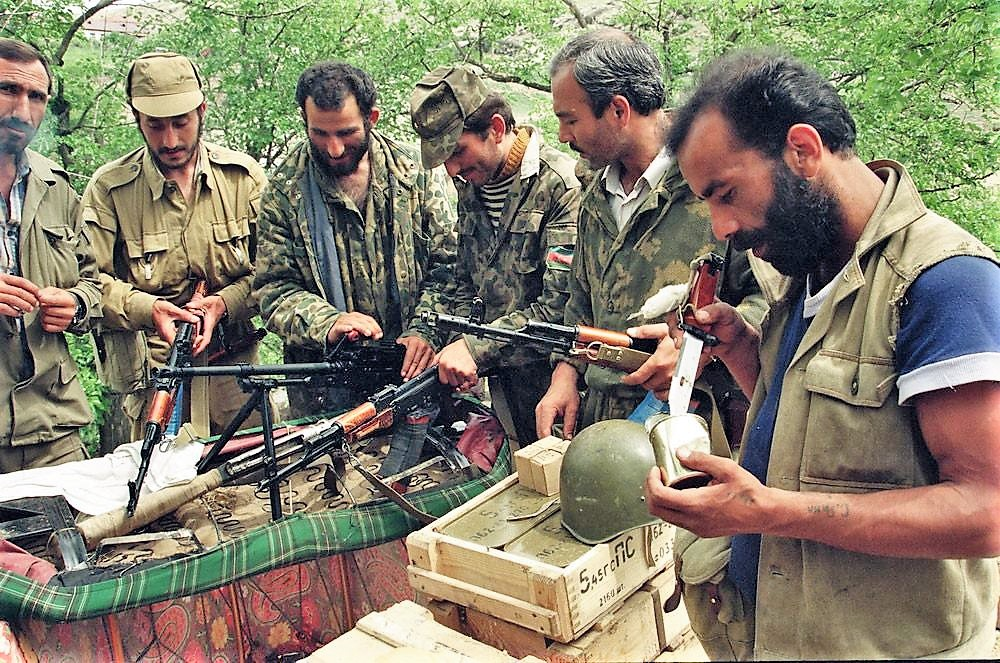
Азербайджанські солдати під час Карабаської війни, 1992.

Влітку 1992 року Міністерство оборони Азербайджану, згідно з рішенням президента Азербайджану про підпорядкування підрозділів і формувань на території Азербайджану, направило ультиматум до 135-го і 139-го мотострілецьких полків 295-ї мотострілецької дивізії.
Азербайджан був областю розміщення підрозділів 4-ї армії що складалася з чотирьох мотострілецьких дивізій (23, 60, 296 та 75) і призначених військових частин, що включали ракетні і протиповітряні бригади, артилерійські та ракетні полки. Тут же перебував 49-й арсенал ГРАУ МО СРСР, що містив понад 7000 вантажних вагонів з боєприпасами до перевищення одного мільярда одиниць. Переведення майна 4-ї армії (за винятком майна 366-го мотострілецького полку 23-ї дивізії, захопленої у 1992 році Вірменськими збройними формуваннями під час виведення з Степанакерта) та 49-го Арсеналу було завершено у 1992 році. Таким чином, до кінця 1992 року Азербайджан отримав достатньо озброєння та військової техніки для приблизно чотирьох мотострілецьких дивізій з призначеними військовими частинами. Він також успадкував 50 бойових літаків від розформованої 19-ї армії протиповітряної оборони та військові кораблі.

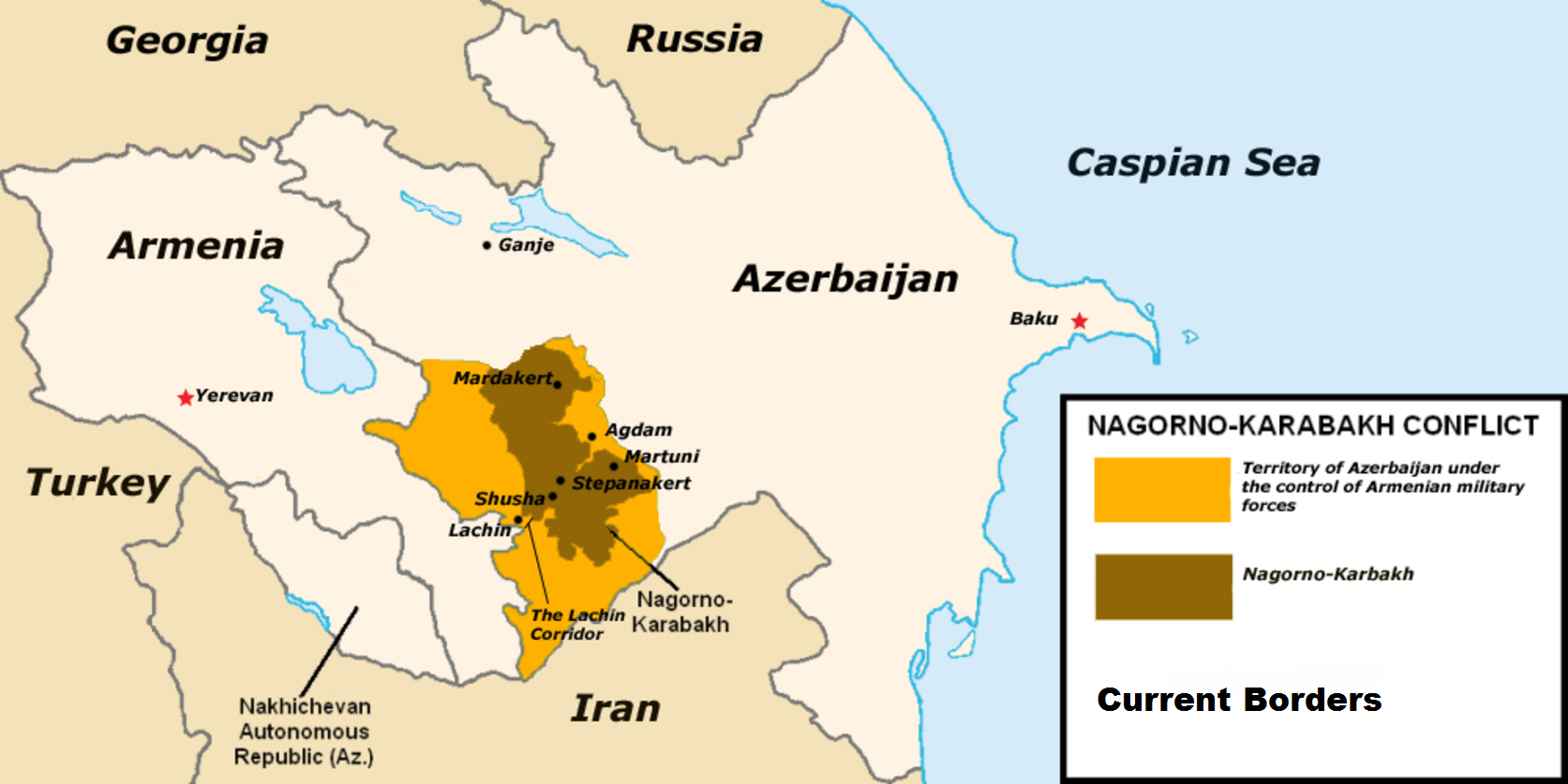
Військова ситуація Нагірного Карабаху у травні 2016.

Армія Азербайджану зазнала низки нищівних поразок від вірменських сил в Карабаській війні 1992—1994, що призвело до втрати контролю влади над Нагірним Карабахом та сімома довколишніми районами, що загалом становить 16 % території Азербайджану. Азербайджанські джерела стверджують, що перемога Вірменії значною мірою пояснюється військовою допомогою Росії та багатої Вірменської діаспори, але Вірмени частково заперечують це твердження, заявляючи, що Росія однаково постачає зброю і найманців на вірменську і азербайджанську сторони. Під час війни азербайджанська армія отримала допомогу турецькими військовими радниками, російськими, українськими, чеченськими і афганськими найманцями, хоча вони й досі втрачені.

### 21 століття

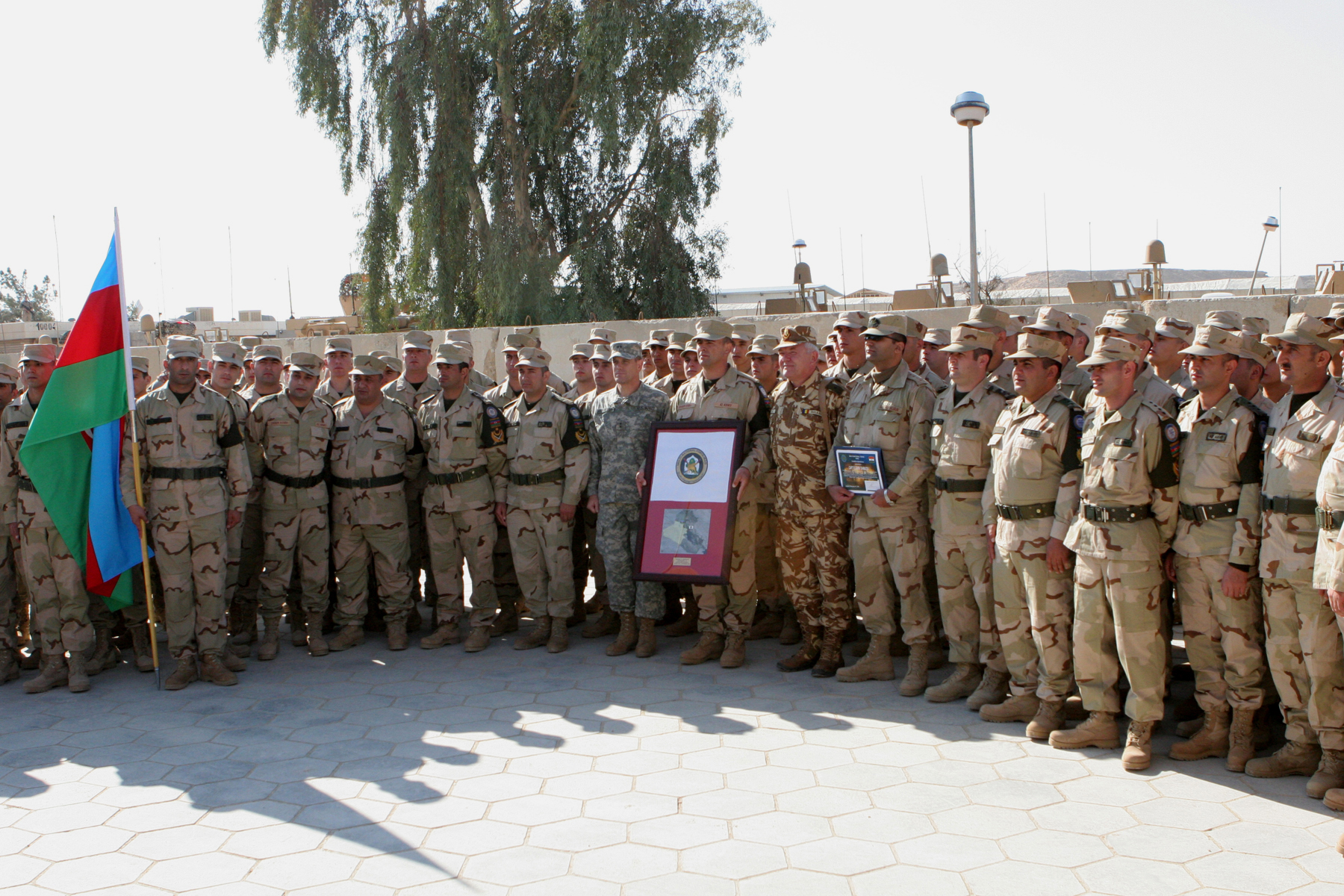
Солдати 1-ї азербайджанської миротворчої роти на Авіабаза Аль Асад, під час Війни в Іраку.

Збройні сили Азербайджану були відновлені відповідно до Закону Республіки Азербайджан про Збройні Сили Азербайджану від 9 жовтня 1991 року. Спочатку обладнання та засоби армії Азербайджану були такими, як в 4-ї армія СРСР. Збройні сили поділяються на три види: Сухопутні війська, Повітряні сили та Війська ППО (об'єднаний вид), та Військово-морські сили Азербайджану.Окрім Збройних Сил, існує кілька урядових парамілітарних установ, які можуть бути залучені до оборони держави, коли це необхідно. Вони включають Внутрішні війська міністерства внутрішніх справ та сили Державної прикордонної служби, які включають також морську охорону. Національна гвардія Азербайджану є резервним компонентом армії Азербайджану. Вона функціонує як напівнезалежний підрозділ Міністерства оборони Азербайджану.
Нинішній міністр оборони — генерал-полковник Сафар Абієв, а начальником штабу — генерал-полковник Наджмадін Садихов.
Після падіння Радянського Союзу Азербайджан намагається розвивати свої збройні сили в професійних, добре навчених і мобільних військових. Від 2005 року Азербайджан збільшив свій військовий бюджет до $ 2,46 млрд у 2009 році. На основі статистики за 2008 рік країна має понад 600 оновних бойових танків, 900 бронетранспортерів і понад 720 артилерійських систем. Її повітряні сили мають близько 106 літаків і 35 гелікоптерів.
Азербайджан має власну Оборонну промисловість, який виробляє стрілецьке озброєння і військові літаки. Є сподівання виробляти іншу військову техніку.
Азербайджан долучився до міжнародних сил під час Війни в Іраку, і з 2006 по 2008 рік відрядив сили до північних регіонів Іраку. Він забезпечила 250 військових. 29 січня 2004 року сотні військовослужбовців були направлені для посилення вже 150 осіб у країні. Вони забезпечували безпеку для місцевих Туркменів, релігійних об'єктів та конвоїв. Війська з Азербайджану служать під проводом Міжнародних сил сприяння безпеці НАТО в Афганістані.